# Lucius Quinctius Cincinnatus (fils)
Pour les articles homonymes, voir Quinctius Cincinnatus.
Lucius Quinctius Cincinnatus est un homme politique romain du Ve siècle av. J.-C., tribun consulaire en 438, 425 et 420 av. J.-C.

## Famille
Il est membre des Quinctii Cincinnati, branche de la gens Quinctia. Il est le fils de Lucius Quinctius Cincinnatus, consul suffect en 460 av. J.-C. et dictateur en 458 et 439 av. J.-C., le frère de Cæso Quinctius, renié par son père et parti en exil à la suite de l'affaire autour du projet de la Lex Terentilia, et de Titus Quinctius Poenus Cincinnatus, consul en 431 et 428 av. J.-C. et tribun militaire à pouvoir consulaire en 426 av. J.-C. Son nom complet est Lucius Quinctius L.f. L.n. Cincinnatus.

## Biographie

### Premier tribunat consulaire (438)
Il est élu une première fois tribun militaire à pouvoir consulaire en 438 av. J.-C. avec Mamercus Aemilius Mamercinus et Lucius Iulius Iullus. Pendant leur mandat, Fidènes, colonie romaine, abandonne le parti de Rome pour se joindre à Lars Tolumnius, roi de Véies. Les Fidénates se rendent coupables du meurtre de quatre ambassadeurs romains au nom de Tolumnius,.
Des élections consulaires sont organisées pour l'année suivante. Un des consuls élus, Lucius Sergius Fidenas, remporte une victoire sur le roi de Véies près de l'Anio et reçoit alors le surnom de Fidenas.

### Maître de cavalerie (437)
La victoire de Fidenas a entrainé de nombreuses pertes pour les vaincus comme pour les vainqueurs. L'armée consulaire en sort très affaiblie et le Sénat doit recourir à la dictature. En 437 av. J.-C, les sénateurs nomment Mamercus Aemilius Mamercinus dictateur et ce dernier choisit Lucius Quinctius comme maître de cavalerie,.
Après avoir reconstitué l'armée, Mamercinus prend comme lieutenants les consulaires Titus Quinctius Capitolinus Barbatus, âgé de près de 70 ans, et Marcus Fabius Vibulanus, en plus de son maître de cavalerie. Il repousse alors les ennemis de Rome au-delà de l'Anio. Les Étrusques s'installent alors près de Fidènes où ils sont rejoints par une armée falisque.
L'armée du roi Tolumnius est supérieure en nombre à celle des romains selon Tite-Live. Elle est organisée en trois corps : à droite les Véiens, au centre les Fidénates et à gauche les Falisques. Face au corps de Véiens se tient l'aile commandée par le vieux Titus Quinctius Capitolinus Barbatus, au centre Lucius Quinctius Cincinnatus se trouve à la tête de la cavalerie tandis que le dictateur fait face aux Falisques. L'infanterie étrusque résiste au choc et la cavalerie enfonce les lignes romaines, avec à sa tête le roi en personne. C'est alors qu'un tribun, Aulus Cornelius Cossus, s'élance et tue Lars Tolumnius, mettant en fuite la cavalerie ennemie qui mettait jusqu'à présent les Romains en difficultés. De son côté, Marcus Fabius Vibulanus défend le camp romain et met lui aussi en déroute les ennemis pour une victoire romaine totale.

### Deuxième tribunat consulaire (425)
En 425 av. J.-C., Lucius Quinctius Cincinnatus est à nouveau tribun militaire à pouvoir consulaire, avec Lucius Furius Medullinus, Aulus Sempronius Atratinus et Lucius Horatius Barbatus. Véies se voit accorder une trêve de vingt ans tandis que les Èques obtiennent trois ans de trêve,.

### Troisième tribunat consulaire (420)
En 420 av. J.-C., Lucius Quinctius Cincinnatus est élu pour la troisième fois comme tribun consulaire, une nouvelle fois avec Lucius Furius Medullinus et Aulus Sempronius Atratinus, et un nouveau collègue, Marcus Manlius Vulso, tous patriciens. Sous la présidence d'Aulus Sempronius, les questeurs sont élus et sont également tous patriciens, ce qui provoque la colère des tribuns de la plèbe Aulus Antistius, Sextus Pompilius et Marcus Canuleius. Ils parviennent à faire condamner le cousin d'Aulus Sempronius, Caius Sempronius, consul en 423 av. J.-C., Les tribuns lui reprochent des erreurs commises dans la guerre menée contre les Volsques lors de son consulat et le condamnent à verser une amende de 15 000 as.
C'est durant le troisième tribunat de Lucius Quinctius que se déroule le procès de la vestale Postumia, soupçonnée d'écarts de conduite mais qui est finalement acquittée,.

### Auteurs antiques
- Tite-Live, Histoire romaine, Livre IV, 16-20/35/44 sur le site de l'Université de Louvain

### Auteurs modernes
- (en) T. Robert S. Broughton, The Magistrates of the Roman Republic : Volume I, 509 B.C. - 100 B.C., New York, The American Philological Association, coll. « Philological Monographs, number XV, volume I », 1951, 578 p.